# Амутных, Виталий Владимирович
Виталий Владимирович Амутных (1960) —  поэт, прозаик и драматург.

## Биография
Родился в городе Североморске Мурманской области в семье морского офицера. Служил в Туркестанском военном округе. Окончил Литературный институт им. Горького в 1996 году. Член Союза Писателей России с 1994 года.
Проживает в Днепре.

## Проза
- «Ландыши-47» (рассказ, журнал «Четвертое измерение» № 1[2], Зодиак, 1992 г.)
- «Матарапуна» (повесть и рассказы, Литфонд, 1992 г.) ISBN 5-85320-026-7
- «Дни на излете безумия» (повесть, Терра, 1994 г.) ISBN 5-85255-679-3
- «Шлюхи» (повесть, Голос, 1995 г.) ISBN 5-7117-0331-5
- «…ское царство»[3] (роман, Терра-Книжный клуб, 2002 г.) ISBN 5-275-00509-1
- «Русалия»[4] (исторический роман, Терра-Книжный клуб, 2009 г.) ISBN 978-5-275-02202-5
- «Праздник неповиновения» (роман, Ridero, 2021 г.) ISBN 978-5-0055-6052-0
- Рассказ «Шо цэ було?» на портале «Мегалит»

## Поэзия
- «В сотворчестве с Эрато» (поэтический сборник, Ridero, 2021 г.) ISBN 978-5-0055-6335-4
- Поэтический альбом «Vae victis» в газете «Литературная Россия» № № 2017/31 от 15.09.2017
- Поэтический альбом «ПЕЙЗАЖИ СЕРДЦА» в газете «День литературы» от 15.11.2017
- Поэтический альбом «День и ночь» в газете «Литературная Россия» № 2020/18 от 14.05.2020
- Поэма «Персиковый мираж» в газете «День литературы» от 10.01.2020

## Драматургия
- «Театр сопротивления» (6 пьес, Ridero, 2021 г.) ISBN 978-5-0055-8879-1
- Пьеса «Всю жизнь в травести — не с кем время провести…» в веб-журнале «Перемены»
- Пьесы Виталия Амутных в театральной библиотеке Сергея Ефимова
- Пьеса «Ein Mal ist kein Mal» — шорт-лист конкурса «Время драмы, 2014, лето», номинация «Пьеса»
- Пьеса «Иллюстрированный справочник аквариумиста» — конкурс «ЛИТОДРАМА», спецприз за оригинальность замысла и профессионализм

## Публицистика
- Статья «ФЕЛЬЕТОНИСТ С КОПЫТОМ» в газете «Литературная Россия»  № 2015/19 от 28.05.2015
- Эссе «ПАВИЛЬОН ОРХИДЕЙ» в газете «День литературы»/Июнь 2015 г.
- Статья «ТУТ, У НАС НА ЗЕМЛЕ», посвященная творчеству русского поэта Игоря Северянина в газете «Литературная Россия» № 2014/45-46
- Виталий АМУТНЫХ. «ЧТО СНАРУЖИ, ТО И ВНУТРИ» Диалог. Газета «День Литературы»
- «Я – АНТИПЕЛЕВИН». Интервью Виталия АМУТНЫХ в газете «Литературная Россия» № 2014/33 - 34 от 29.08.2014
- Статья «ПОЛЁТ НАД ВИШНЯМИ» в газете «День литературы» от 23.11.2015